# 宍戸町
宍戸町（ししどまち）は茨城県西茨城郡にかつて存在した町である。

## 地理
- 旧友部町の中部、現在の笠間市の東部に位置する。
- 町内には涸沼川が流れる。

## 歴史
町名はかつて存在した宍戸郷や宍戸藩に由来する。

### 町域の変遷
- 1889年（明治22年）4月1日 - 町村制施行により、鴻巣村・南友部村・太田町村・平町村・矢野下村・大古山村・南小泉村が合併し西茨城郡宍戸町が発足。
- 1955年（昭和30年）1月15日 - 大原村・北川根村と合併し友部町が発足。同日宍戸町廃止。

変遷表
| 1868年 以前 | 1868年 以前 | 明治22年 4月1日 | 昭和30年 1月15日 | 平成18年 3月19日 | 現在   |
| ----------- | ----------- | --------------- | ---------------- | ---------------- | ------ |
|             | 鴻巣村      | 宍戸町          | 友部町           | 笠間市           | 笠間市 |
|             | 南友部村    | 宍戸町          | 友部町           | 笠間市           | 笠間市 |
|             | 太田町村    | 宍戸町          | 友部町           | 笠間市           | 笠間市 |
|             | 平町村      | 宍戸町          | 友部町           | 笠間市           | 笠間市 |
|             | 矢野下村    | 宍戸町          | 友部町           | 笠間市           | 笠間市 |
|             | 大古山村    | 宍戸町          | 友部町           | 笠間市           | 笠間市 |
|             | 南小泉村    | 宍戸町          | 友部町           | 笠間市           | 笠間市 |

## 大字
- 鴻巣（こうのす）
- 南友部（みなみともべ）
- 太田町（おおたまち）
- 平町（たいらまち）
- 矢野下（やのした）
- 大古山（おおごやま）
- 南小泉（みなみこいずみ）

## 人口・世帯

### 人口
総数 [単位： 人]
| 1891年（明治24年） | 3,968  |
| 1920年（大正 9年） | 5,336  |
| 1935年（昭和10年） | 6,883  |
| 1950年（昭和25年） | 12,843 |

### 世帯
総数 [単位： 世帯]
| 1920年（大正 9年） | 1,073 |
| 1935年（昭和10年） | 1,276 |
| 1950年（昭和25年） | 2,097 |

## 交通

### 鉄道
- 日本国有鉄道（ → 東日本旅客鉄道）
  - ■常磐線
    - 友部駅

  - ■水戸線
    - 宍戸駅 - 友部駅